# Mohammad Shahzad
Mohammad Shahzad Mohammadi (nacido el 31 de enero de 1988) es un jugador de críquet afgano. Fue uno de los once jugadores de críquet que jugó en el primer Test Match de Afganistán, contra India, en junio de 2018.

## Carrera internacional
Shahzad hizo su debut en One Day International durante la gira de Afganistán a los Países Bajos el 30 de agosto de 2009. En febrero de 2010, Shahzad hizo su debut en Twenty20 International contra Irlanda como parte de una tri-serie en el período previo al Clasificatorio Mundial Twenty20 2010. Hizo su debut de prueba para Afganistán, contra la India, el 14 de junio de 2018.

## Logros notables
Shahzad tiene la mayor cantidad de premios al jugador internacional Twenty20 del partido por un miembro afiliado con 9 jugadores Twenty20 del partido. Su puntaje es actualmente el segundo puntaje más alto de Twenty20 por un jugador asociado, después de las 122 carreras de Babar Hayat de Hong Kong. Después de esta entrada, su posición en el Ranking de Jugadores ICC para Veinte20 bateadores subió del 20 al 8, su primera vez entre los 10 primeros. En noviembre de 2015, Shahzad estableció el récord de la mayor cantidad de despidos como wicketkeeper en una sola entrada Twenty20(5) y también estableció el nuevo récord para convertirse en el primer wicketkeeper de cualquier equipo en participar en 5 despidos en un Twenty20. En 2016, Shahzad fue nombrado Jugador Asociado y Afiliado del Año de la ICC. El 20 de enero de 2017, durante el Desert Twenty20 Challenge, Shahzad, como primer jugador de cricket de la historia, marcó dos medios siglos en dos partidos internacionales separados el mismo día (80 contra Omán y 52 * contra Irlanda). Shahzad alcanzó el medio siglo más rápido en la historia del T10 cuando alcanzó su medio siglo con 12 balones para Rajputs en la Liga T10 2018.